# ルスセリリシン
ルスセリリシン（Russellysin）は、Russell's viper venom factor X activator、RVV-X、blood-coagulation factor X activating enzyme、metalloproteinase RVV-x、Vipera russelli proteinase、Russell's viper blood coagulation factor X activator、RVV-V等とも呼ばれる酵素である。以下の化学反応を触媒する。
-Arg-結合を切断することにより、第X因子、第IX因子、プロテインC等を含む血液の凝固・線溶系のいくつかの成分に特異的に活性を持つ。インスリンB鎖に対しては活性を持たない。
この酵素は、ラッセルクサリヘビ（Vipera russelli）の毒に含まれる。